# Johann Friedrich Miethe

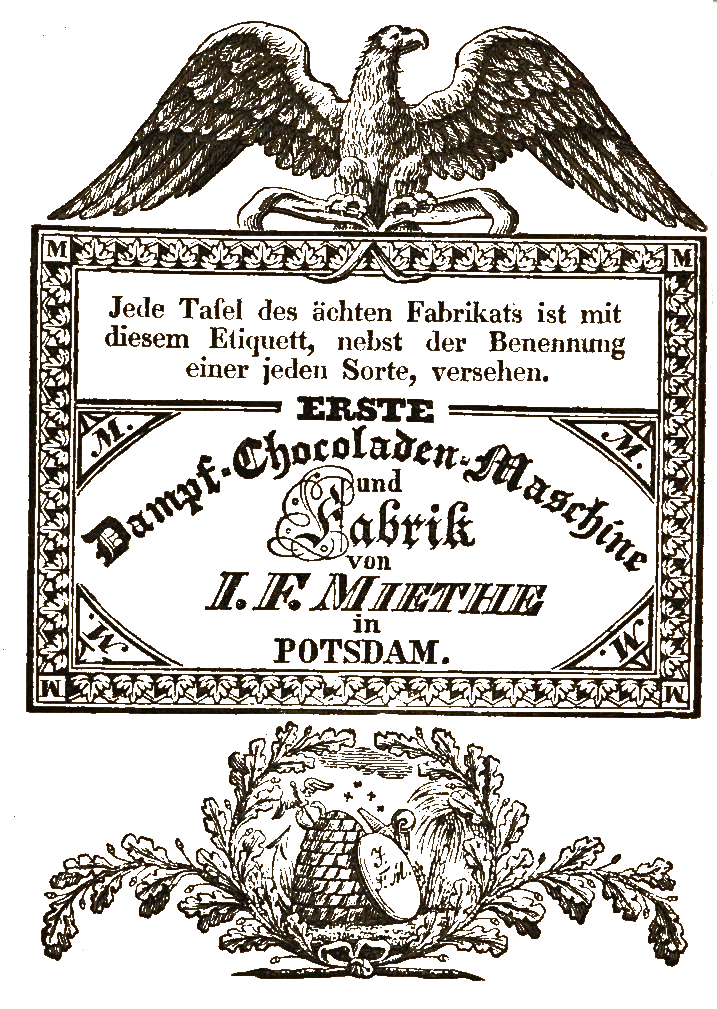
Muster-Etikett der Dampf-Chocolade von J. F. Miethe

Johann Friedrich Miethe (* 1. Juni 1791 in Halle; † 24. Oktober 1832 in Potsdam) war Lebküchler in Potsdam und produzierte ab 1828 als Erster Schokolade mit Hilfe einer Dampfmaschine, die sogenannte Dampfschokolade.

## Leben
Johann Friedrich Miethe war das erste von fünf Kindern des Pfefferküchlers Friedrich August Miethe (1753–1827) aus Halle (dem Gründer der Halloren Schokoladenfabrik) und der Friederike Henriette Sophie Miethe, geb. Damm (1766–1803).
1820 zog Miethe nach Potsdam und eröffnete ein Geschäft am Bassinplatz. Er verfeinerte die Verarbeitung von Schokolade durch ein spezielles Verfahren mit Hilfe einer Dampfmaschine. Um die Herstellung in größerem Umfang zu ermöglichen, erwarb er das Adelspalais mit der Adresse Am Schloß 1 und baute es zu einer Fabrik um. Sein neues Verfahren erlaubte bald die Herstellung von „täglich circa 1000 Pfund Berliner Gewicht an Chocolade“. Seine Dampfschokolade wurde zu einem Qualitätsprodukt und in ganz Deutschland vertrieben. Von seinen Konkurrenten, die noch handwerklich Schokolade herstellten, wurde er in der Öffentlichkeit angefeindet: Seine Dampfschokolade sei keineswegs besser, die besondere Bezeichnung sei daher mehr als irreführend. Gegen diese Angriffe wehrte sich Miethe mit einer detaillierten Beschreibung seiner Fabrikationsmethode Kurze Darstellung der alten und neuen Chocoladen-Bereitungs-Art.
1832 gründete Miethe zusammen mit dem Kaufmann Heinrich Lorenz Birkner (1792–1864) eine zweite Fabrik in Nürnberg.
Miethe heiratete 1821 im Halleschen Dom Emilie Blumenthal aus Berlin. Das erste seiner neun Kinder ist die spätere Künstlerin Friederike Miethe. Sein Sohn Albert Miethe ist der Vater des Erfinders der Farbfotografie Adolf Miethe und der Großvater der Schriftstellerin Käthe Miethe.